# How Do You Do!
"How Do You Do!" je skladba švédské poprockové skupiny Roxette. Byla vydána jako první singl z alba Tourism. Singl se udržel osm týdnů v žebříčku Billboard Hot 100, přičemž dosáhl 58. místo. Skladba byla velkým hitem v Evropě a dosáhla 2. místo v Německu, Švédsku a Nizozemsku a 13. místo dosáhla v žebříčku UK Singles Chart. V roce 2005 byla nahrána skupinou Cascada.

## Seznam skladeb
1. "How Do You Do!"
2. "Fading Like a Flower" (live)
3. "Knockin 'on Every Door" (BomKrash 12 "remix)
4. "How Do You Do!" (BomKrash 12 "remix)

Koncertní verze skladby "Fading Like a Flower" byla nahrána v The Entertainment Centre v Sydney, v Austrálii v prosinci 1991.

## Pozice v žebříčcích
| Žebříček (1992)                | Nejvyšší pozice |
| ------------------------------ | --------------- |
| Austrian Singles Chart         | 2               |
| Dutch Singles Chart            | 2               |
| German Singles Chart           | 2               |
| Norwegian Singles Chart        | 1               |
| Swedish Singles Chart          | 2               |
| Swiss Singles Chart            | 2               |
| US Billboard Hot 100           | 58              |
| US Billboard Top 40 Mainstream | 34              |
| UK Singles Chart               | 13              |